# The Frustrators
The Frustrators е американска пънк рок група. Групата се състои от Джейсън Чандлър (вокал), Тери Линехан (китара, вокали), Арт Тедеши (барабани), Майк Дърнт (бас китара, вокали), които е и член на Green Day.
В дискографията си имат един студиен албум „Achtung Jackass“, издаден през 2002, и едно EP „Bored in the USA“ (2000). Групата е издаване от Adeline Records.
На 15 февруари 2011 излиза второто им EP озаглавено „Griller“.

## Дискография
- Bored in the USA (EP, 2000)

1. I Slept With Terry.
2. Then She Walked Away.
3. Living In The Real World.
4. East Bay Or Urden Bay.
5. You're Only Human.
6. West Of Texas.
7. The Great Australian Midget Toss.
8. Brown Mercury Comet.

- Achtung Jackass (2002)

1. Hide And Seek.
2. Stupid.
3. Frustrators Jingle.
4. „25“.
5. The Crasher.
6. My Best Friend's Girl.
7. Pirate Song.
8. AAA.
9. The End.
10. Trout.

- Griller (EP, 2011)

1. Stigma
2. West of Texas (Part 2)
3. Prettiest Girl
4. We Need to Talk (It's Not You, It's Us)